# Grzegorz Wojciechowski (działacz komunistyczny)
Grzegorz Cyprian Wojciechowski (ur. 18 grudnia 1898 w Warszawie, zm. 8 grudnia 1982) – polski działacz partyjny i komunistyczny, I sekretarz Komitetu Wojewódzkiego PPR w Lublinie, I sekretarz Komitetów Wojewódzkich PZPR w Lublinie, Łodzi i Białymstoku, przewodniczący Prezydium WRN w Warszawie, poseł na Sejm PRL I kadencji. Budowniczy Polski Ludowej.

## Życiorys
Syn Antoniego i Felicji, z zawodu stolarz. W PRL ukończył Szkołę Partyjną przy KC PZPR. Od 1924 należał do Związku Młodzieży Komunistycznej, a od 1929 do Komunistycznej Partii Polski. W latach 30. w ramach KPP działał m.in. jako sekretarz w dzielnicy Warszawa-Wola, z powodu tej działalności aresztowano go i więziono. Od 1942 należał do Gwardii Ludowej i Armii Ludowej. W okresie konspiracji zasiadał też w tajnej Wojewódzkiej Radzie Narodowej w Warszawie.
Od 1942 członek Polskiej Partii Robotniczej, następnie od grudnia 1948 Polskiej Zjednoczonej Partii Robotniczej. W czasie wojny aktywny w strukturach PPR w Warszawie i Włochach. Po II wojnie światowej działał jako kierownik Wydziału Personalnego, członek egzekutywy oraz II sekretarz w Warszawskim Komitecie Wojewódzkim PPR, był też sekretarzem Komitetu Powiatowego w Warszawie. Następnie od października 1947 do 4 września 1949 zajmował stanowisko I sekretarza Komitetów Wojewódzkich PPR i PZPR w Lublinie (odszedł m.in. wskutek konfliktu z Arturem Jastrzębskim). Był ponadto I sekretarzem Komitetów Wojewódzkich PZPR w Łodzi (od 8 kwietnia do 11 lipca 1949) oraz Białymstoku (od 18 kwietnia 1951 do 6 grudnia 1952). W okresie od 29 grudnia 1952 do 20 grudnia 1954 przewodniczący Prezydium Wojewódzkiej Rady Narodowej w Warszawie. Zasiadał w Centralnej Komisji Rewizyjnej i Centralnej Komisji Kontroli Partyjnej PZPR, został również członkiem Warszawskiego Komitetu Wojewódzkiego PZPR. Był działaczem Frontu Jedności Narodu oraz dyrektorem Departamentu Kadr w Ministerstwie Transportu Drogowego i Lotniczego. Ponadto od 1952 do 1956 zasiadał w Sejmie I kadencji z okręgu Ełk.
Odznaczony Orderem Budowniczych Polski Ludowej (1972).